# Politisk redaktør
Politisk redaktør betegner den redaktionelle ledende medarbejder, der har ansvaret for mediets dækning af politik og samfundsforhold.
Den politiske redaktør er som regel leder af en redaktion, der består af et større eller mindre antal journalister med politik som stofområde. 
Undertiden fungerer den politiske redaktør også som politisk kommentator og bidrager i så fald også med kommentarer og analyser. I andre tilfælde udfolder den politiske redaktør kun i lederen. 

## Politiske redaktører i Danmark
I Danmark er der kutyme for, at de politiske redaktioner har til huse på Christiansborg, hvorfor de også betegnes Christiansborg-redaktioner.
- Michael Elsborg, DR Nyheder
- Hans Redder, TV 2
- Anders Aarkrog Jepsen, Ritzau [1]
- Chris Kjær Jessen, Berlingske[2]
- Nilas Heinskou, Politiken[3]
- Thomas Funding, Jyllands-Posten[4]
- Arne Hardis, Weekendavisen [5]
- Peter Søndergaard, Dagbladet Børsen [6]
- Henrik Hoffmann-Hansen, Kristeligt Dagblad
- Casper Dall, Avisen Danmark
- Esben Schjørring, Altinget.dk[7]